# Den jäktade
Den jäktade (danska: Den stundesløse) är en pjäs av dramatikern Ludvig Holberg från 1723 som påminner om Molières Den inbillade sjuke. Pjäsen handlar om den jäktade Vielgeschrey som är överlupen med arbete och som själv in i minsta detalj måste övervaka husets göranden och låtanden. Han har bestämt sig för att gifta bort sin dotter Leonora med en bokhållare med baktanken att få hjälp i arbetet. Leonora vill dock ha den unge Leander och med hjälp av den förslagna pigan Pernille och äventyraren Oldfux får hon till sist som hon vill.
Under 1700-talet gjordes oförglömliga rolltolkningar på Det Kongelige Teater av Niels Hjersing Clementin och Marcus Ulsøe Hortulan.  
Den jäktade gavs på Göteborgs stadsteater 1953 i regi av Josef Halfen och 1966 i regi av Herman Ahlsell. Vid båda dessa uppsättningar användes en översättning av Tore Zetterholm.
Sommaren 1959 gjorde Folkparksteatern en turnerande uppsättning med Ulf Johansson som Vielgeschrey och Åke Söderblom som Oldfux.
1969 gjordes en uppsättning på Stockholm stadsteater under titeln Den rastlöse herrn i regi av Frank Sundström. I rollen som Vielgeschrey sågs Georg Årlin. Per Erik Wahlund hade översatt och bearbetat Holbergs original.  
1974 gjordes en märkesföreställning på Dramaten i regi av danske Henning Moritzen med Jan-Olof Strandberg i huvudrollen som Vielgeschrey. Föreställningen blev en stor framgång och filmades också för SVT 1976. Förutom Strandberg sågs bland annat Lena Nyman som Pernille, Ernst-Hugo Järegård som Oldfux och Margaretha Krook som den kärleskranka Magdelone. Per Erik Wahlunds översättning användes..  
Hans Lindgren spelade Vielgeschrey hos Riksteatern 1996 i regi av Mats Johansson och samma år gjordes en uppsättning på Västmanlands länsteater i regi av Tomas Tjerneld med Jan-Erik Hagström.  
2015 gavs pjäsen som Den stressade på Fredriksdalsteatern. Föreställningen byggde på en uppdaterad version av Thor Bjorn Krebs som tidigare gjorts på Folketeatret i Köpenhamn. Johannes Brost gjorde Vielgeschrey, Eva Rydberg Magdelone och Marie Robertson som Pernille. Sven Melander hade översatt och bearbetat Krebs version.